# Narasimhanaickenpalayam
Narasimhanaickenpalayam là một thị xã panchayat của quận Coimbatore thuộc bang Tamil Nadu, Ấn Độ.

## Nhân khẩu
Theo điều tra dân số năm 2001 của Ấn Độ, Narasimhanaickenpalayam có dân số 11.005 người. Phái nam chiếm 51% tổng số dân và phái nữ chiếm 49%. Narasimhanaickenpalayam có tỷ lệ 78% biết đọc biết viết, cao hơn tỷ lệ trung bình toàn quốc là 59,5%: tỷ lệ cho phái nam là 83%, và tỷ lệ cho phái nữ là 73%. Tại Narasimhanaickenpalayam, 10% dân số nhỏ hơn 6 tuổi.